# واتسا (روستا)
واتسا (به لاتین: Väätsa) یک منطقهٔ مسکونی در استونی است که در دهستان واتسا واقع شده‌است. واتسا ۷۰۴ نفر جمعیت دارد.